# 傾食症候群
傾食症候群，即剛攝入的食物體在未經消化的情形下，迅速通過胃部直接進入十二指肠（小腸最前端）而引發的病症。「早發性」傾食症發生於進食當下，症狀包含頭暈、呕吐、腹部脹氣、痙攣、腹瀉與疲倦；「緩發性」傾食症則發生於進食完畢後一至三小時，症狀包含虛弱、多汗及頭暈。病症的出現是由於食物體濃度（滲透壓）過高引起十二指腸過快擴張。多數患者同時擁有這兩種傾食症，此症候群亦多與胃部手術相關。
根據推測「早發性」傾食症與脂質消化困難有關，而「緩發性」傾食症則與醣類消化困難有關。
高濃度食物體過快由胃袋進入小腸，因為滲透壓差而將水份吸引至腸道內造成腹瀉、小腸腹脹（腹痛原因）及血容量缺乏。
此外，患者時有低血糖情形，因為過快的「傾食」也導致胰臟大量分泌胰島素，此即為「消化道性低血糖」。